# Tourisme en Éthiopie
Le tourisme en Éthiopie est un secteur d'activité important de l'économie du pays, qui représentait 5,5 % du produit intérieur brut du pays en 2006. 
Le gouvernement prouve son engagement et sa volonté de développer le tourisme à travers un certain nombre d'initiatives. Le tourisme est un élément phare du Document de stratégie de réduction de la pauvreté de l'Éthiopie, qui vise à lutter contre la pauvreté et à encourager le développement économique.

## Aperçu

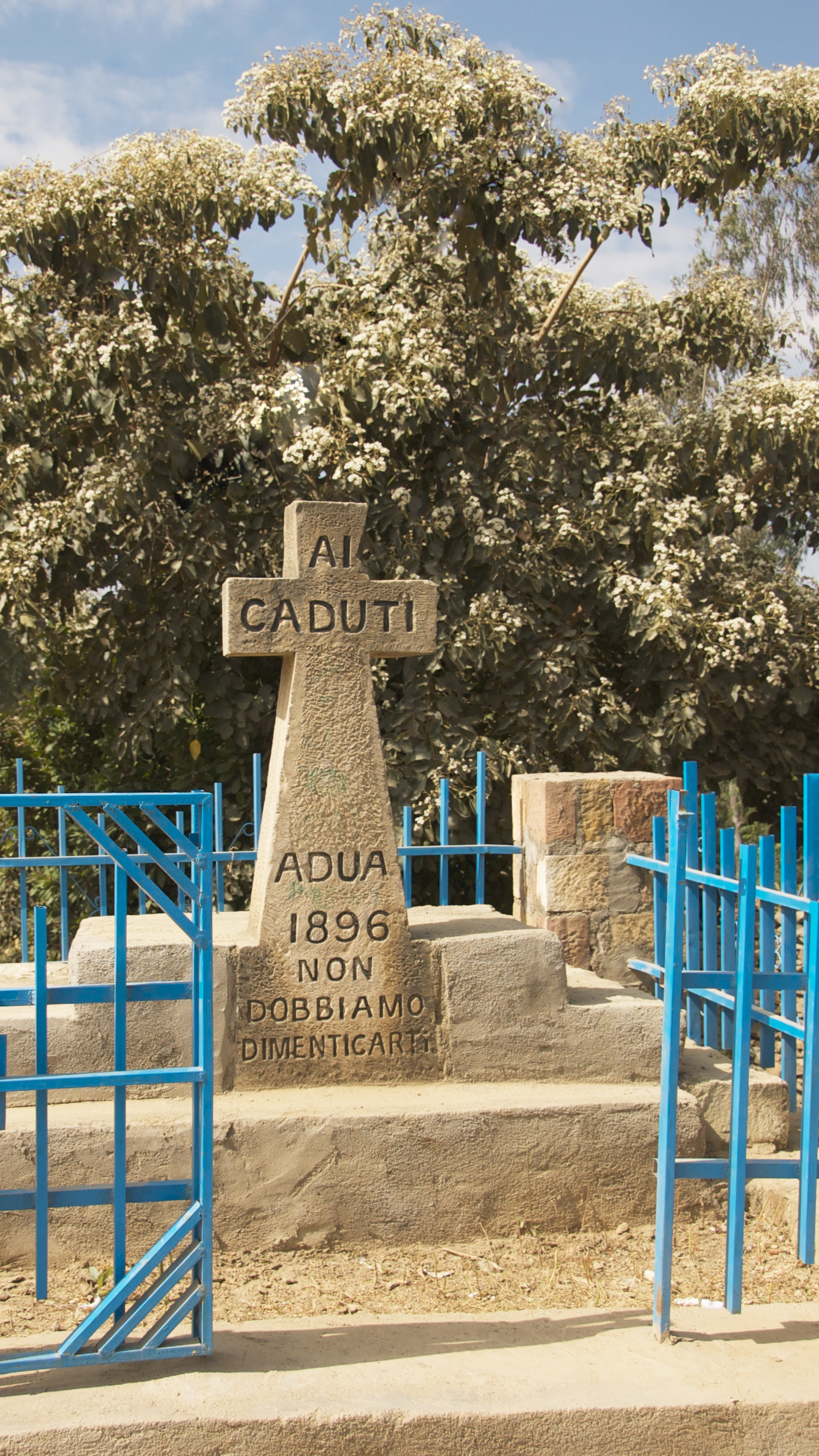
Un mémorial aux soldats italiens tués lors de la bataille d'Adoua

Les destinations touristiques comprennent la grande diversité de parcs nationaux présents dans le pays (parmi lequel le parc national des montagnes du Simien) et des sites historiques, tels que les villes d'Aksoum, Lalibela et Gondar, la ville fortifiée de Harar Jugol, la mosquée Negash, à Negash et les grottes de Sof Omar.
Développé dans les années 1960, le tourisme décline fortement à la fin des années 1970 et dans les années 1980 sous le gouvernement militaire socialiste. Une réémergence du secteur débute dans les années 1990, mais la croissance est freinée par le manque d'infrastructures adaptés, malgré un boom de la construction d'hôtels et de restaurants de petite et moyenne taille, et par les effets de la sécheresse et de l'instabilité politique dans le pays.

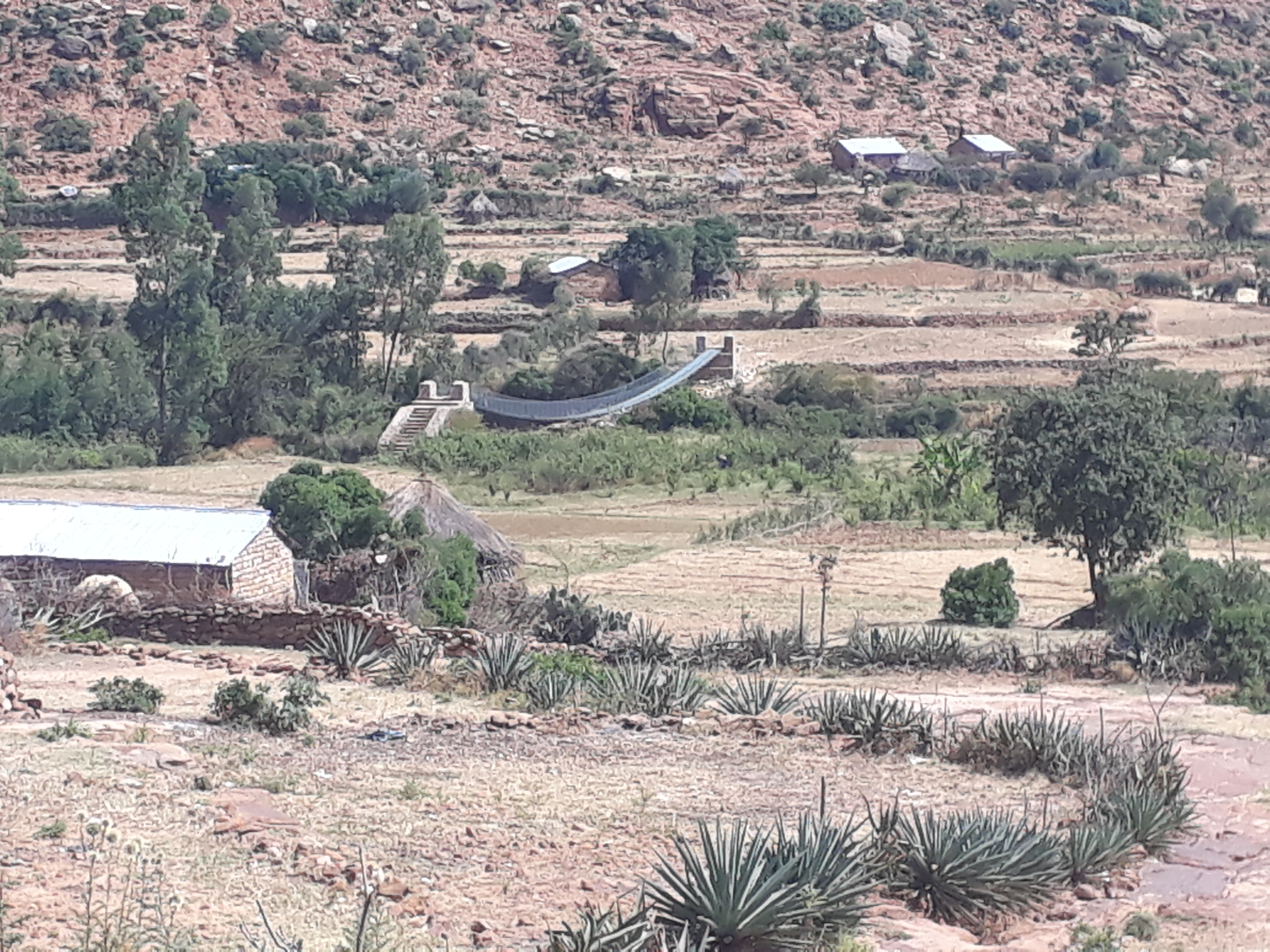
Passerelle Rubaksa sur la route de trekking 16 à Degua Tembien

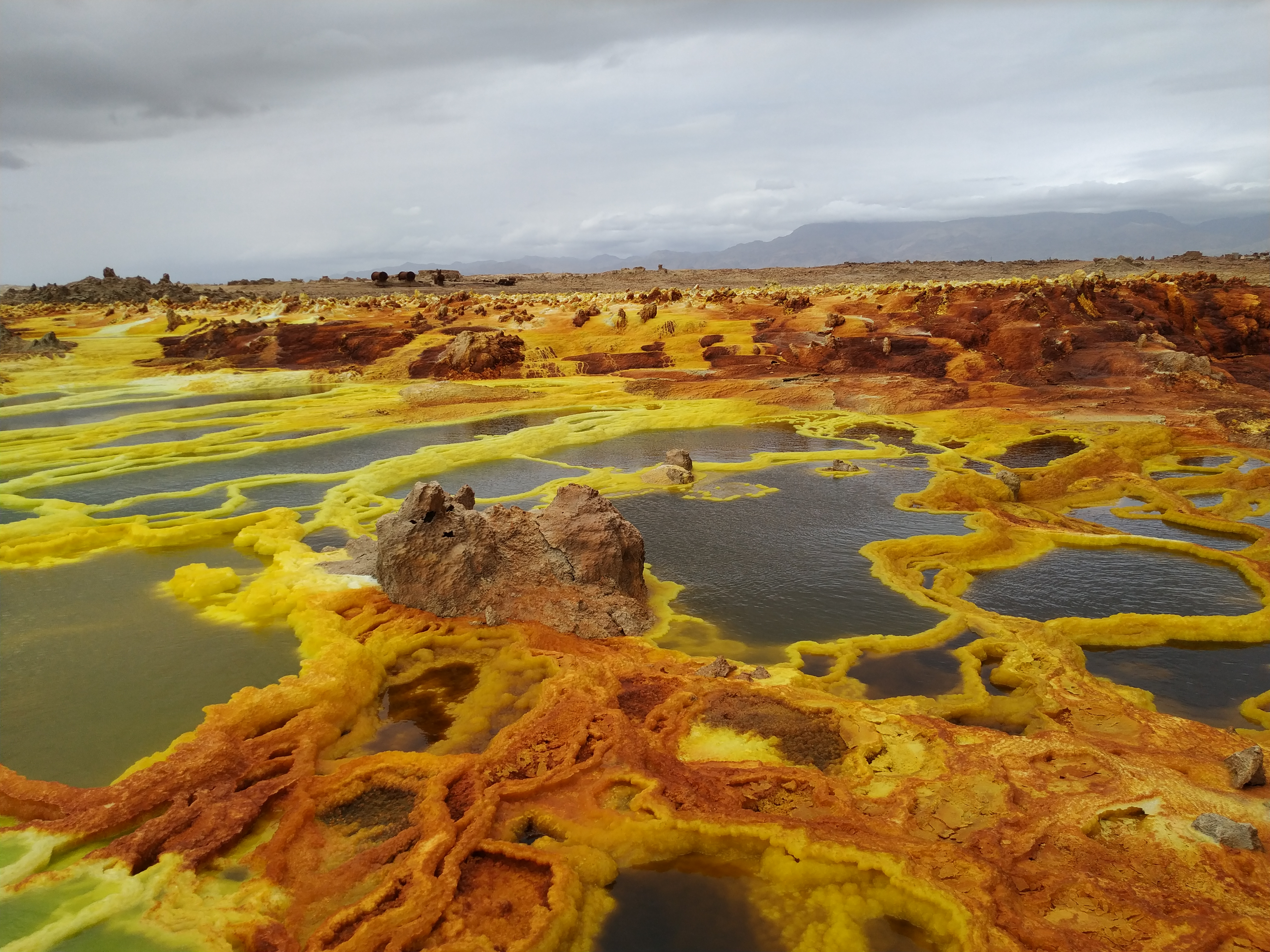
Volcan Dallol

Un aspect encourageant est la popularité croissante de l'écotourisme, avec un potentiel de croissance important en Éthiopie, en raison notamment des décisions politiques en ce sens, parmi lesquelles la plantation d'arbres. Les ventes du secteur des voyages devraient poursuivre leur croissance, affichant une hausse de 7 % en 2006 et une hausse prévue de 5 % en 2007. Les ventes sont principalement tirées par l'intérêt croissant pour les forfaits d'écotourisme, et en particulier les voyages d'aventure, le trekking et les safaris à pied qui constituent une grande partie des revenus des voyagistes.

## Sites du patrimoine mondial
L'Éthiopie compte neuf sites inscrits sur la liste du patrimoine mondial de l'UNESCO : 
- Ruines d'Aksoum
- Églises creusées dans le roc de Lalibela
- Fasil Ghebbi, dans la région de Gondar
- Harar Jugol, ville historique fortifiée
- Culture de la vile de Konso
- Basse vallée de l'Awash
- Basse vallée de l'Omo
- Ville de Tiya
- Parc national des montagnes du Simien[7]

## Controverse autour du concours du millénaire
Le 12 septembre 2007 marque le début de l'an 2000 dans le calendrier éthiopien. Le ministère de la Culture et du Tourisme célèbre l'évènement en organisant la venue de reines de beauté depuis différents pays dans le monde afin de promouvoir le pays à l'étranger,. Cependant, le ministère n'aurait pas réglé aux participants leurs primes, ni les factures de la société responsable de la promotion du concours,. Le ministre lui-même, Mohamooda Gass, est pointé du doigt pour ses dépenses, jugées « extravagantes [...] alors que 10 millions d'Éthiopiens souffrent de malnutrition » par l'opposition.